# Gerres nigri
La Mojarra guineana (Gerres nigri) es una especie de pez perteneciente a la familia de las mojarras.

## Descripción
Alcanza los 20 cm de longitud máxima, aunque lo normal son 15 cm.

## Alimentación
Se alimenta de peces, gambas, moluscos, plancton y detritus.

## Hábitat
Es un pez marino (aunque entra a menudo a los estuarios y las lagunas costeras), de clima tropical y bentopelágico que vive hasta los 60 m de profundidad.

## Distribución geográfica
Se puede encontrar en el océano Atlántico oriental: desde las costas de Senegal hasta las de Angola.

## Observaciones
Es inofensivo para los humanos.